# Krista Siegfrids
Krista Siegfrids (Kaskinen / Kaskö, Finlândia, 4 de Dezembro de 1985) é uma cantora sueco-finlandesa.
Em 2013, foi escolhida para representar a Finlândia no Festival Eurovisão da Canção 2013 com a canção "Marry Me" (cantado em inglês) composto e escrito  por si própria, Erik Nyholm, Kristofer Karlsson, Jessika Lundström, que concoreu na 2ª semi-final e terminou em 9º lugar com 64 pontos, conseguindo passar á final, onde terminou em 24ª lugar com 13 pontos.  Seu álbum de estreia, chamado de Ding Dong!, foi lançado em maio de 2013.

## Discografia

### Álbuns
| Titulo     | Detalhes do álbum                                                                                      | Melhor posição |
| Titulo     | Detalhes do álbum                                                                                      | FIN            |
| ---------- | --- | -------------- |
| Ding Dong! | - Lançamento: 10 de Maio de 2013 - Gravadora: Universal Music Finland - Formatos: CD, Download Digital | 24             |

### Singles
| 2013                                                       | "Marry Me"        | 99 | 50 | 102 | Ding Dong! |
| 2013                                                       | "Amen!"           | —  | —  | —   | Ding Dong! |
| 2013                                                       | "Can You See Me?" | —  | —  | —   | Ding Dong! |
| "—" denotes single that did not chart or was not released. |                   |    |    |     |            |